# National Ignition Facility
National Ignition Facility ali NIF je ameriški visokotehnološki program, pri katerem bi dosegli zlivanje jeder (fuzijo) s pomočjo zelo močnega laserja. Koncentrirani laser bo močno segrel in stisnil vodikove atome in tako povzročil njihovo zlivanje. Ameriški termin za tehnologijo je: inertial confinement fusion - ICF.
NIF se nahaja v inštitutu Lawrence Livermore National Laboratory v kraju Livermore, Kalifornija.
Namen projekta je pridobiti iz fuzije več energije, kot se jo porabi. Drugi nameni so znanstveno raziskovanje in študiranje jedrskih orožij. NIF je trenutno največji laser na svetu NIF uporablja za zlivanje drugačno tehnologijo kot ITER, pri ITERju se uporablja tokamak.
Gradnja se je začela že leta 1997, vendar so ga dokončali pet let kasneje kot predvideno in pri štirikrat večjih stroških. Gradnja se je končala 31. marca 2009. Prve teste moči laserja so dokončali oktobra 2010.
NIF je dosegel pomemben mejnik v komercializaciji jedrske fuzije, prvič so pridobili več energije, kot so jo vložili v sistem. Sicer je do dosega Lawsonovega kriterija še dolga pot, vendar je to pomemben korak naprej.
ICF deluje tako, da laser močno segreje zunanje ohišje jedrske kapsule in jo s tem stisne. Kapsula je okrogle (sferične) oblike in ima nekaj miligramov jedrskega goriva - po navadi mešanica devterija in tritija, ki se med vsemi izotopi vodika najlažje zlivata. Energija laserja segreje površje kapsule v plazmo, del ohišja eksplodira. Ostali del se stisne v zelo gosto kroglico. Zaradi eksplozije nastane tudi udarni val, ki še bolj stisne gorivo. Ko se doseže ustrezna temperatura in dovolj velika gostota pride do zlivanja in s tem sproščanja energije.
Pri fuziji se sproščajo visokoenergetski delci, npr. alfa delci, ki dodatno grejejo gorivo. Pod idealnimi pogoji se doseže verižna reakcija, uporablja se tudi termin "vžig".
Večina ICF poskusov uporablja laser za segrevanje in stiskanje tarče. Laser mora dovesti energijo v ekstremno kratkem času in mora biti zelo natančen, da enakomerno in simetrično stisne kapsulo. Namesto laserja je možna tudi uporaba pospeševalnikov delcev, vendar so trenutno praktični samo laserji.
NIF laser naj bi za nekaj trenutkov dosegel moč 500 TW. Uporablja se 192 žarkov iz vseh smeri, ki dosežejo tarčo hkrati.